# Il teatro di Giorgio Gaber
Il teatro di Giorgio Gaber, è un album dal vivo del cantautore italiano Giorgio Gaber, pubblicato nel 1982..

## Descrizione
Il disco contiene la registrazione integrale dello spettacolo teatrale Anni affollati, avvenuto tra il 9 e il 12 febbraio 1982 al Teatro Carcano di Milano.
Il disco è stato pubblicato in doppio LP dall'etichetta discografica Carosello direttamente nella serie Orizzonte, linea economica della Dischi Ricordi. L'album è stato successivamente ristampato in CD con il titolo Anni affollati, titolo originalmente dell'album di studio precedente.

## Tracce
Disco 1 (Primo tempo)
1. Anni affollati
2. Il presente (prosa)
3. Gildo
4. L'ultimo uomo (prosa)
5. Al termine del mondo
6. L'illogica allegria
7. La masturbazione (prosa)
8. "1981"

Disco 2 (Secondo tempo)
1. Pressione bassa
2. L'anarchico (prosa)
3. Il sosia
4. Il dilemma
5. Il porcellino (prosa)
6. Io se fossi Dio
7. Il futuro (prosa)
8. L'attesa

## Formazione
- Giorgio Gaber - voce
- Sergio Farina - chitarra, arrangiamenti
- Gigi Cappellotto - basso
- Walter Scebran - batteria
- Oscar Rocchi - tastiere